# Castle Morpeth
Castle Morpeth fue un distrito no metropolitano con el estatus de municipio, ubicado en el condado de Northumberland (Inglaterra).
Fue constituido el 1 de abril de 1974 bajo la Ley de Gobierno Local de 1972 como una fusión del municipio de Morpeth, el distrito rural homónimo y las parroquias de Belsay, Capheaton, Heddon-on-the-Wall, Matfen, Ponteland, Stamfordham y Stannington and Whalton, todas ellas en el distrito rural de Castle Ward. El distrito fue abolido el 1 de abril de 2009 y su ayuntamiento disuelto tras entrar en vigor una serie de cambios estructurales en el gobierno local de Inglaterra, transfiriendo sus responsabilidades al ayuntamiento del condado.
Según la Oficina Nacional de Estadística británica, Castle Morpeth tenía una superficie de 618,23 km².